# Протеецветные
Протеецве́тные (лат. Proteáles) — порядок двудольных растений, включённый в кладу эвдикоты, входящую в состав клады Цветковые растения в системе классификации APG IV и более ранних. К порядку относится 4 семейства, 87 родов и 2 026 видов растений.
Представители порядка хорошо известны — платаны, лотосы, протеи Южной Африки, банксии и макадамии Австралии. Предки этих растений весьма древние, имеются доказательства того, что диверсификация произошла ещё в середине мелового периода. Интересно, что растения семейства протейных произрастают в Южном, а лотосовых и платановых в Северном полушарии.

## Классификация
В системе классификации Кронквиста порядок размещён в подклассе розидные (Rosidae) и включает следующие семейства:
- Лоховые (Elaeagnaceae)
- Протейные (Proteaceae)

В современной таксономической системе классификации цветковых растений APG IV (2016) этот порядок включает 4 семейства:
- Лотосовые (Nelumbonaceae), монотипное с 1 родом Лотос и 2 видами
- Платановые (Platanaceae), монотипное с 1 родом Платан и 10 видами
- Протейные (Proteaceae) - 82 рода, 854 вида
- Сабиевые (Sabiaceae) - 3 рода, 160 видов

### Таксономическое положение
- Proteales Juss. ex Bercht. & J. Presl, 1820, Prir. Rostlin

Порядок Протеецветные включается в дочернюю кладу Эвдикоты клады Цветковые растения. Кладограмма в соответствии с Системой APG IV:
|  |                          |  |                                   | порядок Протеецветные |  | 4 семейства |  | 87 родов |  | 2 026 видов |
|  |                          |  |                                   | порядок Протеецветные |  | 4 семейства |  | 87 родов |  | 2 026 видов |
|  | клада Цветковые растения |  |                                   |                       |  |             |  |          |  |             |
|  |                          |  |                                   |                       |  |             |  |          |  |             |
|  |                          |  | ещё 63 порядка цветковых растений |                       |  |             |  |          |  |             |
|  |                          |  |                                   |                       |  |             |  |          |  |             |